# Тит Авидий Квиет (консул-суффект 111 года)
Тит Авидий Квиет (лат. Titus Avidius Quietus) — римский государственный деятель первой половины II века.
Квиет происходил из эмилийского города Фавенция. Его отцом был консул-суффект 93 года Тит Авидий Квиет. В 111 году Квиет занимал должность консула-суффекта. В 126 году он находился на посту проконсула провинции Азия. Квиет владел виллой на Квиринале, унаследованной им от его отца.